# Ellos (gruppo musicale)
Gli Ellos erano un gruppo musicale spagnolo, di Madrid, composto da Santi Capote e Guille Mostaza. Si sono definiti scherzosamente di genere "pop cabrón", con largo uso di chitarre e sintetizzatori, testi acidi e mordenti pieni di cori accattivanti e influenze disparate.
Dal 2015, dopo l'autopubblicazione sotto forma di crowdfunding del loro quinto album Pop Cabrón, i suoi membri hanno affrontato progetti solisti mettendo da parte la loro attività congiunta.

## Discografia

### Album
- 2001 - Lo Tuyo No Tiene Nombre, prodotto da Ellos e Luis Carlos Esteban (Subterfuge Records).
- 2003 - Ni Lo Sé, Ni Me Importa, prodotto da  Ellos (Subterfuge Records).
- 2008 - Qué Fue De Ellos, prodotto da Ellos e David Kano (Pias Spain).
- 2010 - Cardiopatía Severa, prodotto da Ellos (Clifford Records - Pias Spain).
- 2014 - Pop Cabrón, prodotto da (Heike Records).

### Singoli
- 1999 - Deberías Cambiar De Opinión (EP), prodotto da Ellos (autoprodotto)
- 2001 - Diferentes (Subterfuge Records)
- 2001 - En Tu Lista (Subterfuge Records)
- 2001 - Tú Primero (Subterfuge Records)
- 2003 - Hermético (Subterfuge Records)
- 2003 - Campeón (Subterfuge Records)
- 2003 - Zona Vip (Subterfuge Records)
- 2008 - Lo Dejas O Lo Tomas (Pias)
- 2009 - El Anillo (Pias)
- 2011 - Cerca (Pias)
- 2012 - Hasta El Final (Pias)
- 2013 - Aunque Te Rías De Mí (Clifford Records)
- 2013 - Lengua Viperina (Clifford Records)
- 2015 - O Tú O Él O Yo (Clifford Records)
- 2015 - No Finjas (Clifford Records)